# Пневматичні виконавчі механізми

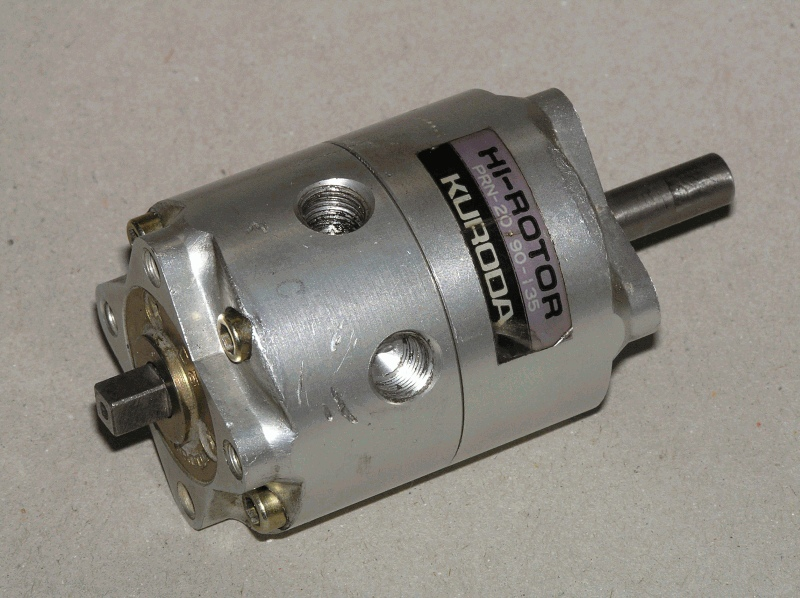
Поворотний пневмоциліндр.

Пневматичні виконавчі механізми (ПВМ). Поділяються на мембранні і поршневі.
У мембранному виконавчому механізмі переміщення вихідного штока в одному напрямі створюється тиском стислого повітря в мембранній порожнині, а в іншому — силою стислої пружини (пружинні мембранні виконавчі механізми). Ці механізми мають вихідний шток з поворотно-поступальним рухом, як правило, конструктивно пов'язаний з регулюючими органами. У залежності від напряму руху штока при підвищенні тиску повітря у мембранній порожнині розрізнюють механізми прямої і зворотної дії.
У поршневих виконавчих механізмах зусилля, що переміщує вихідний шток, створюється тиском робочого середовища в поршневих порожнинах. У порівнянні з мембранними вони мають більшу величину переміщення вихідного штока.